# Чатам-Кент (Онтарио)
Чатам-Кент (енгл. Chatham-Kent) је општина у Канади у покрајини Онтарио. Према резултатима пописа 2011. у општини је живело 103.671 становника.

## Становништво
Према резултатима пописа становништва из 2011. у граду је живело 103.671 становника, што је за 4,2% мање у односу на попис из 2006. када је регистровано 108.177 житеља.
| 2006.   | 2011.   |
| ------- | ------- |
| 108.177 | 103.671 |